# ولاية كوركول

## الموقع
إحدى الولايات الموريتانية الثلاثة عشر تقع في الجنوب بمحاذات نهر السنغال وهي ولاية زراعية ورعوية بالدرجة الأولى، عاصمتها كيهيدي.

## السكان والتقسيم الإداري
تضم اربع المقاطعات التالية:
| المقاطعة | المساحة كم2 | السكان  | السكان  | السكان  | البلديات |
| المقاطعة | المساحة كم2 | 1988    | 2000    | 2013    | البلديات |
| -------- | ----------- | ------- | ------- | ------- | --- |
| كيهيدي   | 4300        | 73 985  | 86 836  | 121 726 | كيهيدي • كانكي • لكصيبة 1 • نير والو • توكومادي • تفوند سيفي                                                                 |
| مقامة    | 2350        | 31 520  | 45 501  | 68 464  | بيلكت ليتامة • دولول سيفي • داوو • مقامة (موريتانيا) • صانيي • تولل • فرع ليتام • والي جاتانغ                                |
| امبود    | 5400        | 58 650  | 77 816  | 102 503 | اشليخت التياب • إنجاجبني ‏ • أدباي أهل كلاي • فم لكليتة • الأحرش (موريتانيا) • امبود • تاركنت أهل مولاي اعل • تيكوبرا • سوفة ‏ |
| مونكل    | 1550        | 20 204  | 32 558  | 43 224  | مونكل • بكل • ملزم تيشط • بطحت ميت • أزكليم التياب                                                                           |
| المجموع  | 13600       | 148 359 | 242 711 | 335 917 | |

يبلغ تعداد سكان ولاية كوركول 242,711 نسمة. (تعداد 2000)